# روبرت بي. هاولي
روبرت بي. هاولي (بالإنجليزية: Robert B. Hawley)‏ هو سياسي أمريكي، ولد في 25 أكتوبر 1849 في ممفيس في الولايات المتحدة، وتوفي في 28 نوفمبر 1921 في نيويورك في الولايات المتحدة. حزبياً، نشط في الحزب الجمهوري. وقد انتخب عضو مجلس النواب الأمريكي.